# Шиям Гопал Варма
Шиям гопал варма (тел. ఎ శ్యామ్ గోపాల్ వర్మ ఫిల్మ్) — сатирична кримінальна комедія мовою телугу. Це дебютний фільм Ракеша Мрініваса, молодого талановитого режисера. Головну роль у фільмі зіграв Шафі. Звкуовий супровід для фільму створив Мантра Аманд, оператором був Рахул Шрівацав.

## Сюжет
Шиям Гопал Варма – видатний режисер. Він має схильність до зйомок фільмів, у яких домінують насилля та кров. Одного разу йому стає зрозумілою ціна таких насильницьких фільмів, але вже надто пізно.

## У ролях
- Шафіі
- Зоя Хан
- Шива Крішна
- Л.Б. Шрірам
- Джайя Пракаш Редді
- Джива
- Телангана Шакунтала
- Притхвірадж Сукумаран
- Сурья
- Кондаваласа
- Сатьям Радж
- Нарсін Ядав
- Чанті
- Прабаш Шріну
- Гунду Хануманта Рао
- Сіванааряна
- Вашу Інтурі
- Харіш Коїлагндла
- Раджкаран Сінх

## Ланки
- Шиям Гопал Варма на сайті IMDb (англ.)